# Yones Felfel
Yones Felfel (* 24. November 1995) ist ein dänischer Fußballspieler mit ägyptischen Wurzeln.

## Karriere
Seine Jugendkarriere durchlief Felfel beim HIK PRO Fodbold und FC Kopenhagen. Nach der Winterpause der Saison 2013/14 wurde er beim FC Kopenhagen in die erste Mannschaft befördert. Sein Profidebüt gab er am 22. Spieltag gegen SønderjyskE Fodbold, wo er in der 84. Spielminute für Thomas Kristensen eingewechselt wurde. Im August 2015 unterzeichnete er einen Zweijahresvertrag beim FC Vestsjælland, wo er rund ein halbes Jahr spielte und in insgesamt neun Meisterschaftsspielen ein Tor erzielte.

### FC Vaduz
Im Januar 2016 unterzeichnete Felfel beim FC Vaduz einen Vertrag über zweieinhalb Jahre bis zum 30. Juni 2018. Da der FC Vaduz das Ausländerkontingent jedoch bereits ausgeschöpft hatte, wurde er bis zum Ende der Saison 2015/16 in die Nachwuchsmannschaft degradiert. Ab dem 1. Juli 2016 wurde er dann in den Spielbetrieb der ersten Mannschaft integriert fehlte jedoch vorerst wegen einer Hüftverletzung. Am 10. Dezember 2016 gab er im Spiel gegen den FC Lausanne-Sport sein Debüt und stand in der Startelf. Zur Halbzeit wurde er für Gonzalo Zárate eingewechselt. Kurz darauf musste er sich einer Hüftoperation unterziehen und fiel bis im April 2017 aus. Im Mai 2017 kam er im Finale des Liechtensteiner Cup zu seinem ersten Einsatz nach über fünf Monaten. In der 69. Spielminute wurde er beim Stand von 5:1 für Aldin Turkes eingewechselt und feierte schlussendlich den Cupsieg.
Nachdem er im Hinspiel der 1. Qualifikationsrunde zur Europa League 2016/17 gegen Bala Town noch auf der Ersatzbank saß und nicht zum Einsatz kam, wurde er im Rückspiel am 6. Juli 2017 im heimischen Rheinpark Stadion in der 60. Minute eingewechselt. Dabei zog er sich einen Kreuzbandriss sowie einen Meniskusschaden im linken Knie zu, wodurch er rund ein halbes Jahr ausfiel.

## Titel und Erfolge
FC Vaduz
- Liechtensteiner Cupsieger: 2017